# Birgit Gullbrandsson
Birgit "Bibbi" Gullbrandsson (gift Sandén), född 1916 i Kalmar, Sverige, död 6 januari 2006, var en svensk tennisspelare.

## Tenniskarriären
Bibbi Gullbrandsson var en av de bästa svenska kvinnliga tennisspelarna från 1938, då hon vann sitt första SM-tecken i singel utomhus. Hon dominerade sedan tillsammans med Mary Lagerborg svensk damtennis under nära tjugo år. Gullbrandsson vann under karriären 49 SM-tecken, varav 16 i singel.     
Gullbrandsson var när hon vann sitt första SM-tecken 22 år gammal, och hade sina bästa aktiva idrottsår omedelbart framför sig. Det andra världskriget hindrade henne dock, liksom många andra, att möta internationella toppspelare.
Efter kriget hade hon framgångar också internationellt, och vann 1954 internationella klassen i Båstadtennisen. Hon vann också, 39 år gammal, tyska innemästerskapen 1955.

## Spelaren och personen
Bibbi Gullbrandson var en effektiv spelare som föredrog att slå säkra och hårda välplacerade drives från baslinjen. Hon var kämpastark och hade en obändig segervilja. 
Hon bodde större delen av sitt liv i Stockholm, där hon fram till pensioneringen arbetade som kartriterska. Under större delen av tenniskarriären tillhörde hon Stockholms Allmänna Lawntennisklubb, men mot slutet av karriären gick hon över till Kungliga Lawntennisklubben. 